# テッド・エリオット
テッド・エリオット（Ted Elliott, 1961年7月4日 - ）は、アメリカ合衆国の脚本家である。

## 人物
テリー・ロッシオと15年以上にわたって脚本家パートナーとして組んでおり、『アラジン』、『シュレック』、『パイレーツ・オブ・カリビアン』などの脚本を共同執筆した。
2004年に全米脚本家組合の役員に選出され、2006年まで務めた。
ロッシオ、クレイグ・メイジンと共に、脚本向けウェブサイトThe Artful Writerを運営している。この他、ロッシオと共にWordplayを設立した。
2005年、西部全米脚本家組合の支部長に立候補したが、パトリック・ベローネに敗れた。

## 受賞・ノミネート
- 2001 - ノミネート: アカデミー脚色賞 - 『シュレック』
- 2002 - ノミネート: ネビュラ賞スクリプト部門 - 『シュレック』
- 2003 - ノミネート: ブラム・ストーカー賞脚本賞 - 『パイレーツ・オブ・カリビアン/呪われた海賊たち』
- 2004 - ノミネート: ヒューゴー賞映像部門 - 『パイレーツ・オブ・カリビアン/呪われた海賊たち』

## フィルモグラフィ
- 1989 リトル・モンスター Little Monsters - 脚本
- 1992 アラジン Aladdin - 脚本
- 1994 ブレイン・スナッチャー/恐怖の洗脳生物 The Puppet Masters - 脚本
- 1998 マスク・オブ・ゾロ The Mask of Zorro - 脚本
- 1998 アンツ Antz - コンサルタント・アドバイザー
- 1998 GODZILLA Godzilla - 原案[1]
- 1998 スモール・ソルジャーズ Small Soldiers - 脚本
- 2000 Monkey Island の映画版 - 脚本、製作中止[2]
- 2000 エル・ドラド/黄金の都 The Road to El Dorado - 脚本
- 2001 シュレック Shrek - 共同製作・脚本
- 2002 トレジャー・プラネット Treasure Planet - 原案
- 2003 パイレーツ・オブ・カリビアン/呪われた海賊たち Pirates of the Caribbean: The Curse of the Black Pearl - 脚本
- 2003 シンドバッド 7つの海の伝説 Sinbad: Legend of the Seven Seas - コンサルタント・アドバイザー
- 2004 ナショナル・トレジャー National Treasure - 脚本（クレジット無し）
- 2005 Instant Karma - 製作
- 2005 レジェンド・オブ・ゾロ The Legend of Zorro - 原案
- 2006 パイレーツ・オブ・カリビアン/デッドマンズ・チェスト Pirates of the Caribbean: Dead Man's Chest - 脚本
- 2006 デジャヴ Déjà Vu - 製作総指揮
- 2007 パイレーツ・オブ・カリビアン/ワールド・エンド Pirates of the Caribbean: At World's End - 脚本
- 2007 ナショナル・トレジャー リンカーン暗殺者の日記 National Treasure: Book of Secrets - 原案
- 2009 スパイアニマル・Gフォース G-Force - 製作補佐・脚本（クレジット無し）
- 2011 パイレーツ・オブ・カリビアン/生命の泉 Pirates of the Caribbean: On Stranger Tides - 製作総指揮・脚本
- 2013 ローン・レンジャー The Lone Ranger - 脚本